# Bare (Nikšić)
Pour les articles homonymes, voir Bare.
Bare (en serbe cyrillique: Баре) est un village de l'ouest du Monténégro, dans la municipalité de Nikšić.

## Démographie

### Évolution historique de la population
| 1948 | 1953 | 1961 | 1971 | 1981 | 1991 | 2003 |
| ---- | ---- | ---- | ---- | ---- | ---- | ---- |
| 352  | 390  | 345  | 255  | 193  | 163  | 50   |